# Susan Sarandon
Pour les articles homonymes, voir Sarandon.
Susan Sarandon [ˈsuːzən səˈrændən], née le 4 octobre 1946 à New York, est une actrice, productrice et militante politique américaine.

## Biographie

### Jeunesse et famille
Née Susan Abigail Tomalin, elle est élevée au sein d'une famille conservatrice et scolarisée dans un établissement catholique. Elle obtient un diplôme de l'école de théâtre de la Catholic University of America avant de commencer une carrière entre mannequinat et petits rôles au théâtre et à la télévision sous le nom de son mari, l'acteur-producteur Chris Sarandon.

### Carrière
Elle fait ses débuts au cinéma en 1970 dans Joe, c'est aussi l'Amérique (Joe) de John G. Avildsen. Mais c'est dans La Kermesse des aigles, où elle donne la réplique à Robert Redford, et dans le film culte The Rocky Horror Picture Show, dans lequel elle campe Janet Weiss, une jeune femme naïve, qu'elle se fait connaître.
Elle côtoie Shirley MacLaine dans L'Amour à quatre mains en 1980, Gena Rowlands dans Tempest ou Catherine Deneuve dans Les Prédateurs (1983) de Tony Scott.
Elle reçoit sa première nomination à l'Oscar de la meilleure actrice en 1982 pour Atlantic City et connaît deux de ses plus gros succès en 1988 avec la comédie fantastique Les Sorcières d'Eastwick aux côtés de Jack Nicholson, Cher et Michelle Pfeiffer, et Duo à trois (Bull Durham) avec Kevin Costner.
Après le drame Une saison blanche et sèche (1989) avec Marlon Brando et Donald Sutherland, elle acquiert une grande notoriété en campant la téméraire Louise Sawyer dans le road movie culte de Ridley Scott, Thelma et Louise. Avec Geena Davis, elle est nommée à nouveau à l'Oscar de la meilleure actrice et reçoit de nombreuses récompenses internationales. Après une troisième nomination pour Lorenzo (1992), et une quatrième pour son rôle d'avocate au grand cœur dans le thriller Le Client (1994), elle campe l'épouse du Dr March, et la mère de Winona Ryder, Kirsten Dunst, Trini Alvarado et Claire Danes dans Les Quatre Filles du docteur March. En 1996, la comédienne reçoit enfin l'Oscar pour son incarnation de sœur Helen Prejean dans La Dernière Marche (1995), réalisé par son compagnon d'alors, Tim Robbins.
Actrice confirmée, elle donne la réplique à de jeunes acteurs d'Hollywood, par exemple en jouant la mère de Reese Witherspoon dans L'Heure magique (1997), de la jeune Jena Malone dans Ma meilleure ennemie (1998) face à Julia Roberts, de Natalie Portman dans Ma mère, moi et ma mère (1999), d'Erika Christensen dans Sex fans des sixties (2001) ou encore de Kieran Culkin et de Ryan Phillippe dans Igby (2002) de Burr Steers.
Elle campe désormais de nombreux seconds rôles importants, comme dans Irrésistible Alfie (2004) aux côtés de Jude Law, dans Shall We Dance ? (2004) avec Richard Gere et Jennifer Lopez ou encore dans Rencontres à Elizabethtown (2005) où elle est la mère d'Orlando Bloom.

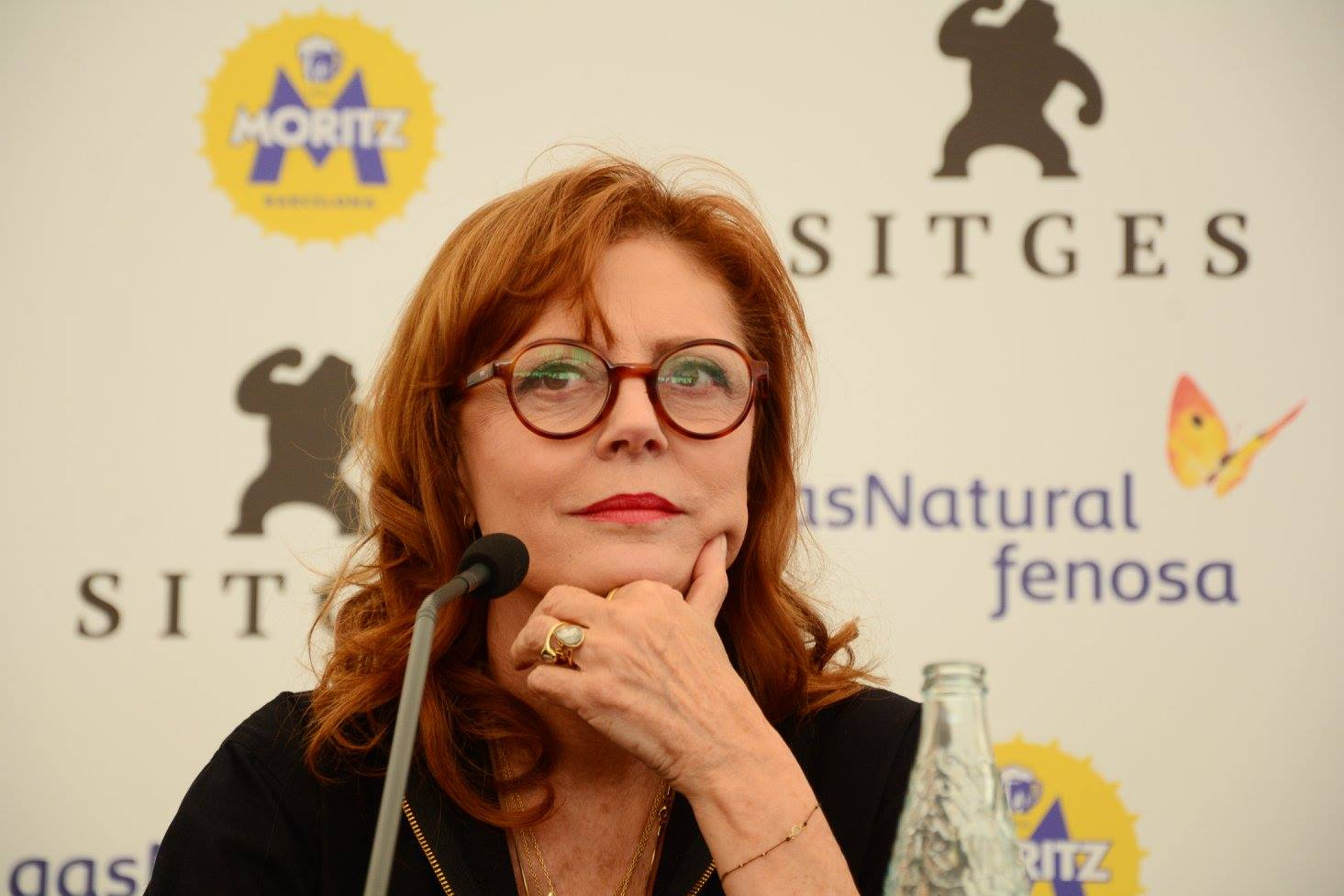
Susan Sarandon en 2017

En 2016, elle participe au clip vidéo Fire du groupe de musique électronique Justice.
Dans le film Viper Club, sorti en septembre 2018, elle est en tête d'affiche dans le rôle d'une infirmière urgentiste dont le fils a été enlevé par des terroristes. Il s'agit du premier film produit en interne par Youtube.

### Vie privée
Susan Sarandon a été mariée à l'acteur Chris Sarandon de 1967 à 1979. Elle se lie, à la fin des années 70, au cinéaste français Louis Malle. Elle a ensuite été en couple de 1988 à 2009 avec l'acteur-réalisateur Tim Robbins, avec lequel elle a eu deux enfants : Jack (né en 1989) et Miles (né en 1992). Elle a également une fille, Eva Amurri, née en 1985 de sa relation avec le réalisateur et scénariste Franco Amurri. En couple depuis cinq ans avec Jonathan Bricklin, entrepreneur de 31 ans son cadet, Susan Sarandon met un terme à leur relation en mars 2015 à la suite d'une participation de celui-ci à une émission de télé-réalité, car l'actrice n'aurait pas supporté les caméras suivant son compagnon en permanence. En 2021, lorsqu'on lui demande ce qu'elle cherche chez un partenaire, Sarandon répond : « Quelqu'un qui a été vacciné contre la COVID-19. Je me fiche que ce soit un homme ou une femme ».

### Engagements politiques
En 2003, elle s'oppose à l'invasion américaine de l'Irak et interpelle le président américain à ce sujet.
Le 15 octobre 2010, Susan Sarandon a été nommée ambassadrice de bonne volonté de l’Organisation des Nations unies pour l'alimentation et l'agriculture (FAO).
Susan Sarandon s'oppose à la peine de mort et critique le système judiciaire américain pour ses différences de traitement selon le niveau de vie et l'origine des personnes jugées.
Fervente partisane de Bernie Sanders aux primaires présidentielles du Parti démocrate américain de 2016, elle annonce le 2 novembre 2016 qu'elle ne votera pas pour Hillary Clinton, qu'elle juge corrompue, mais pour la candidate écologiste Jill Stein. Elle dira par la suite d'Hillary Clinton : « J'ai pensé qu'elle était très, très dangereuse. On serait encore en train de forer, on serait en guerre (si elle était présidente). » Elle a fait de nombreuses donations à des candidats démocrates au fil des années. Elle soutient à nouveau Bernie Sanders lors de la primaire démocrate de 2020.
Elle est favorable à la prostitution (travail du sexe) et à la dépénalisation des clients des travailleurs et travailleuses du sexe.
En 2019, il lui est reproché d'avoir retweeté un rapport dédouanant l'armée syrienne de l'attaque chimique de Douma. Selon Idress Ahmad, elle intervient à plusieurs reprises pour « salir les sauveteurs et les médecins syriens et diffamer les journalistes ».
En 2023, après avoir soutenu la cause palestinienne et partagé une publication de Roger Waters, accusé d'antisémitisme, elle est exclue de l’agence d’artistes UTA (United Talent Agency). Elle publie également des témoignages de Gazaouis en détresse.

## Filmographie

### Cinéma

#### Années 1970
- 1970 : Joe, c'est aussi l'Amérique (Joe) de John G. Avildsen : Melissa Compton
- 1971 : Mortadella (La mortadella) de Mario Monicelli : Sally (également productrice)
- 1971 : Fleur bleue (The Apprentice) de Larry Kent : Elizabeth Hawkins
- 1974 : Lovin' Molly de Sidney Lumet : Sarah
- 1974 : Spéciale Première (The Front Page) de Billy Wilder : Peggy Grant
- 1975 : La Kermesse des aigles (The Great Waldo Pepper) de George Roy Hill : Mary Beth
- 1975 : The Rocky Horror Picture Show de Jim Sharman : Janet Weiss
- 1976 : Dragonfly de Gilbert Cates : Chloe
- 1977 : Checkered Flag or Crash de Alan Gibson : C.C. Wainwright
- 1977 : De l'autre côté de minuit (The Other Side of Midnight) de Charles Jarrott : Catherine Alexander Douglas
- 1977 : La Dernière Route (The Last of the Cowboys) de John Leone : Ginny (également productrice)
- 1978 : La Petite (Pretty Baby) de Louis Malle : Hattie
- 1978 : Le Roi des gitans (King of the Gypsies) de Frank Pierson : Rose
- 1979 : Something Short of Paradise de David Helpern : Madeline Ross

#### Années 1980
- 1980 : Atlantic City de Louis Malle : Sally Matthews
- 1980 : L'Amour à quatre mains (Loving Couples) de Jack Smight : Stephanie
- 1982 : Tempête (Tempest) de Paul Mazursky : Aretha
- 1983 : Les Prédateurs (The Hunger) de Tony Scott : Sarah Roberts
- 1984 : The Buddy System de Glenn Jordan : Emily
- 1985 : Compromising Positions de Frank Perry : Judith Singer
- 1987 : Les Sorcières d'Eastwick (The Witches of Eastwick) de George Miller : Jane Spofford
- 1988 : Duo à trois (Bull Durham) de Ron Shelton : Annie Savoy
- 1988 : Sweet Hearts Dance de Robert Greenwald : Sandra Boon
- 1989 : Une saison blanche et sèche (A Dry White Season) d'Euzhan Palcy : Melanie Bruwer
- 1989 : Calendrier meurtrier (January Man) de Pat O'Connor : Christine Starkey

#### Années 1990
- 1990 : La Fièvre d'aimer (White Palace) de Luis Mandoki : Nora Baker
- 1991 : Thelma et Louise de Ridley Scott : Louise Sawyer
- 1992 : Bob Roberts de Tim Robbins : Tawna Titan
- 1992 : Lorenzo (Lorenzo's Oil) de George Miller : Michaela Odone
- 1992 : Light Sleeper de Paul Schrader : Ann
- 1992 : The Player de Robert Altman : elle-même
- 1994 : Le Client (The Client) de Joel Schumacher : Reggie Love
- 1994 : Les Quatre Filles du docteur March (Little Women) de Gillian Armstrong : Marmee March
- 1994 : Loin des yeux, près du cœur (Safe Passage) de Robert Allan Ackerman : Margaret Singer
- 1995 : La Dernière Marche (Dead Man Walking) de Tim Robbins : Sœur Helen Prejean
- 1996 : The Celluloid Closet de Robert Epstein : elle-même
- 1996 : James et la Pêche géante (James and the Giant Peach) d'Henry Selick : L'araignée (voix)
- 1998 : L'Heure magique (Twilight) de Robert Benton : Catherine Ames
- 1998 : Ma meilleure ennemie (Stepmom) de Chris Columbus : Jackie Harrison (également productrice)
- 1998 : Illuminata de John Turturro : Celimene
- 1999 : Broadway, 39e rue (Cradle Will Rock) de Tim Robbins : Margherita Sarfatti
- 1999 : Ma mère, moi et ma mère (Anywhere But Here) de Wayne Wang : Adele August

#### Années 2000
- 2000 : Les Razmoket à Paris, le film (Rugrats in Paris: The Movie - Rugrats II) de Stig Bergqvist : Coco LaBouche (voix)
- 2000 : Joe Gould's Secret de Stanley Tucci : Alice Neel
- 2001 : Comme chiens et chats (Cats & Dogs) de Lawrence Guterman : Ivy (voix)
- 2001 : Last Party 2000, la démocratie américaine dans tous ses états de Rebecca Chaiklin : elle-même
- 2002 : Igby (Igby Goes Down) de Burr Steers : Mimi Slocumb
- 2002 : Moonlight Mile de Brad Silberling : Jojo Floss (également productrice)
- 2003 : Sex fans des sixties (The Banger Sisters) de Bob Dolman : Lavinia Kingsley
- 2004 : Noël (Noel) de Chazz Palminteri : Rose Collins
- 2004 : Irrésistible Alfie (Alfie) de Charles Shyer : Liz
- 2004 : Shall We Dance? de Peter Chelsom : Beverly Clark
- 2004 : Jiminy Glick in Lalawood de Vadim Jean : elle-même
- 2005 : Rencontres à Elizabethtown (Elizabethtown) de Cameron Crowe : Hollie Baylor
- 2005 : Romance and Cigarettes de John Turturro : Kitty
- 2006 : Irresistible d'Ann Turner : Sophie
- 2007 : Mr. Woodcock de Craig Gillespie : Beverly Farley
- 2007 : Il était une fois (Enchanted) de Kevin Lima : La Reine Narissa
- 2007 : Dans la vallée d'Elah (In the Valley of Elah) de Paul Haggis : Joan Deerfield
- 2007 : Emotional Arithmetic de Paolo Barzman : Melanie Lansing Winters
- 2008 : Speed Racer des Wachowski : Maman
- 2008 : Middle of Nowhere de John Stockwell : Rhonda
- 2009 : Lovely Bones (The Lovely Bones) de Peter Jackson : Grand-mère Lynn
- 2009 : Pour l'amour de Bennett (The Greatest) de Shana Feste : Grace Brewer
- 2009 : Escroc(s) en herbe (Leaves of Grass) de Tim Blake Nelson : Daisy Kincaid
- 2009 : Solitary Man de Brian Koppelman et David Levien : Nancy Kalmen

#### Années 2010
- 2010 : Wall Street : L'argent ne dort jamais (Wall Street: Money Never Sleeps) d'Oliver Stone : Sylvia Moore
- 2010 : Le Secret de Peacock (Peacock) de Michael Lander : Fanny Crill
- 2011 : Jeff, Who Lives at Home de Jay Duplass et Mark Duplass : Sharon
- 2012 : Crazy Dad (That's My Boy) de Sean Anders : Mary McGarricle
- 2012 : Robot and Frank de Jake Schreier : Jennifer
- 2012 : Cloud Atlas de Tom Tykwer et des Wachowski : Madame Horrox / Ursula âgée / Yusouf Suleiman / L'abbesse
- 2012 : Sous surveillance (The Company You Keep) de Robert Redford : Sharon Solarz
- 2012 : Arbitrage de Nicholas Jarecki : Ellen Miller
- 2013 : Un grand mariage (The Big Wedding) de Justin Zackham : Bebe McBride
- 2013 : Infiltré (Snitch) de Ric Roman Waugh : Joanne Keeghan
- 2013 : Ping Pong Summer de Michael Tully : Randi Jammer
- 2013 : The Last of Robin Hood de Richard Glatzer et Wash Westmoreland : Florence Aadland
- 2013 : Hell and Back de Tom Gianas et Ross Shuman : L'Ange Barb (voix)
- 2013 : Irwin and Fran de Jordan Stone : La narratrice
- 2014 : Tammy de Ben Falcone : Pearl
- 2014 : The Calling de Jason Stone : Hazel Micallef
- 2015 : About Ray (Three Generations) de Gaby Dellal : Dolly
- 2016 : Zoolander 2 (Zoolander No. 2) de Ben Stiller : elle-même
- 2016 : Ma mère et moi de Lorene Scafaria : Marnie
- 2016 : Bad Moms de Jon Lucas et Scott Moore : Isis, la mère de Carla
- 2016 : Kid Witness de Kevin Kaufman : Dottie Wheel
- 2016 : Mothers and Daughters de Paul Duddridge et Nigel Levy : Millie
- 2017 : Bad Moms 2 (A Bad Moms Christmas) de Jon Lucas et Scott Moore : Isis, la mère de Carla
- 2018 : Ma vie avec John F. Donovan (The Death and Life of John F. Donovan) de Xavier Dolan : Grace Donovan
- 2018 : Viper Club de Maryam Keshavarz : Helen

#### Années 2020
- 2020 : Blackbird de Roger Michell : Lily
- 2020 : The Jesus Rolls de John Turturro : Jean
- 2021 : Jolt de Tanya Wexler : la femme sans nom
- 2021 : Ride the eagle de Trent O'Donnell : Honey
- 2023 : Maybe I Do de Michael Jacobs : Monica
- 2023 : Blue Beetle d'Angel Manuel Soto : Victoria Kord
- 2024 : The Fabulous Four de Jocelyn Moorhouse : Lou
- 2024 : Messagères de guerre (The Six Triple Eight) de Tyler Perry : Eleanor Roosevelt
- 2024 : Super/Man : L'Histoire de Christopher Reeve (Super/Man: The Christopher Reeve Story) (documentaire) d'Ian Bonhôte et Peter Ettedgui : elle-même
- 2025 : Nonnas de Stephen Chbosky : Gia

### Télévision

#### Séries télévisées
- 1970 - 1971 : A World Apart : Patrice Kahlman
- 1971 : Owen Marshall, Counselor at Law : Joyce
- 1972 : Search for Tomorrow : Sarah Fairbanks
- 1973 : Calucci's Department : Samantha
- 1973 - 1974 : The Wide World of Mystery : Dita / Kate
- 1974 : The Lives of Benjamin Franklin : Deborah Franklin jeune
- 1984 : Oxbridge Blues : Natalie Carlsen
- 1985 : A.D. : Anno Domini : Livilla
- 1995 / 2006 : Les Simpson (The Simpsons) : La prof de ballet / Elle-même (voix)
- 2001 : Friends : Cecilia Munro
- 2002 : Malcolm (Malcolm in the Middle) : Meg
- 2003 : Les Enfants de Dune (Children of Dune) : Princesse Wensicia Corrino
- 2006 - 2007 : Rescue Me : Les Héros du 11 septembre (Rescue Me) : Alicia Green
- 2009 : Urgences (ER) : Nora
- 2011 - 2012 : 30 Rock : Lynn Onkman
- 2012 : The Big C : Joy Kleinman
- 2013 : Doll & Em : Susan
- 2013 - 2014 : Mike and Molly : J.C. Small
- 2015 : The Secret Life of Marilyn Monroe : Gladys Mortenson
- 2016 : American Dad! : Mlle Jasperterian (voix)
- 2016 - 2017 : Skylanders Academy : Wong (voix)
- 2017 : Feud : Bette Davis
- 2017 - 2018 : Neo Yokio : Tante Agatha (voix)
- 2017 - 2019 : Ray Donovan : Samantha Winslow
- 2017 / 2020 / 2022 / 2023 : Rick et Morty (Rick and Morty) : Dr. Wong (voix)
- 2019 : Robot Chicken : Chloe / Louise (voix)
- 2021 : Search Party : Lylah
- 2022 : Monarch : Dottie Cantrell Roman

#### Téléfilms
- 1974 : F. Scott Fitzgerald and 'The Last of the Belles' de George Schaefer : Ailie Calhoun
- 1982 : Who Am I This Time? de Jonathan Demme : Helene Shaw
- 1985 : La Chute de Mussolini (Mussolini and I) d'Alberto Negrin : Edda Ciano
- 1986 : Prisonnières des Japonais (Women of Valor) de Buzz Kulik : Colonel Margaret Ann Jessup
- 1999 : Les Fugueurs (Earthly Possessions) de James Lapine : Charlotte Emory
- 2003 : La Prison de glace (Ice Bound: A Woman's Survival at the South Pole) de Roger Spottiswoode : Dr Jerri Nielsen
- 2005 : The Exonerated de Bob Balaban : Sunny
- 2007 : Bernard et Doris (Bernard and Doris) de Bob Balaban : Doris Duke
- 2010 : La Vérité sur Jack (You Don't Know Jack) de Barry Levinson : Janet Good

### Clips
- 2011 : Motherlover de The Lonely Island
- 2011 : Fight For Your Right (Revisited) Full Length des Beastie Boys
- 2016 : Fire de Justice

### Jeu vidéo
- 2012 : Dishonored : Mamie Chiffons (Granny Rags en version originale)

### Fiction audio
- 2021 : Marvel's Wastelanders - Grey Widow : Natasha Romanoff / Grey Widow[16]

## Distinctions
Depuis 2002, elle a son étoile sur le Hollywood Walk of Fame au 6801 Hollywood Blvd. Elle a été également honorée par le festival international du film de Marrakech au Maroc en 2007.

### Récompenses
- David di Donatello 1992 : David di Donatello de la meilleure actrice étrangère pour Thelma et Louise
- Baftas 1995 : Bafta de la meilleure actrice pour Le Client
- Oscars 1996 : Oscar de la meilleure actrice pour La Dernière Marche
- David di Donatello 1996 : David di Donatello de la meilleure actrice étrangère pour La Dernière Marche

### Nominations
- Oscars 1982 : Meilleure actrice pour Atlantic City
- Golden Globes 1989 : meilleure actrice dans un film musical ou une comédie pour Duo à trois
- Golden Globes 1991 : meilleure actrice dans un film dramatique pour La Fièvre d'aimer
- British Academy Film Awards 1992 : meilleure actrice pour Thelma et Louise
- Golden Globes 1992 : meilleure actrice dans un film dramatique pour Thelma et Louise
- Oscars 1992 : meilleure actrice pour Thelma et Louise
- Golden Globes 1993 : meilleure actrice dans un film dramatique pour Lorenzo
- Oscars 1993 : meilleure actrice pour Lorenzo
- Oscars 1995 : meilleure actrice pour Le Client
- Golden Globes 1996 : meilleure actrice dans un film dramatique pour La Dernière Marche
- Golden Globes 1999 : meilleure actrice dans un film dramatique pour Ma meilleure ennemie
- Golden Globes 2003 : meilleure actrice dans un second rôle pour Igby
- Golden Globes 2009 : meilleure actrice dans une minisérie ou un téléfilm pour Bernard et Doris

## Voix francophones
En France, Béatrice Delfe est la voix régulière de Susan Sarandon. Frédérique Tirmont l'a également doublée à six reprises.
Au Québec, Claudine Chatel est la voix québécoise régulière de l'actrice.